# تپه وشته ۱
تپه وشته ۱ مربوط به دوران‌های تاریخی پس از اسلام است و در شهرستان قزوین، بخش رودبار شهرستان، روستای وشته واقع شده و این اثر در تاریخ ۲۵ اسفند ۱۳۷۹ با شمارهٔ ثبت ۳۱۹۴ به‌عنوان یکی از آثار ملی ایران به ثبت رسیده است.